# Xingkaihu
Xingkaihu (kinesiska: 兴凯湖, 兴凯湖乡) är en socken i Kina. Den ligger i provinsen Heilongjiang, i den nordöstra delen av landet, omkring 440 kilometer öster om provinshuvudstaden Harbin. Antalet invånare är 10 570. Befolkningen består av 5 166 kvinnor och 5 404 män. Barn under 15 år utgör 13,0 %, vuxna 15-64 år 79 %, och äldre över 65 år 7,0 %.
Genomsnittlig årsnederbörd är 865 millimeter. Den regnigaste månaden är juli, med i genomsnitt 174 mm nederbörd, och den torraste är januari, med 8 mm nederbörd.